# Antón Lamazares
Antón Lamazares (Lalín, 2 de janeiro de 1954) é um pintor espanhol.
Pertence à geração dos anos 80, assim como José María Sicilia, Miquel Barceló ou Victor Mira. Em suas obras, realizadas em madeira ou papel cartão, cria uma linguagem própria a partir de experimentação com vernizes e outros materiais. Seu estilo evolui de um começo de expressionismo lúdico, avançando para o informal e abstrato, com origem
minimalista na sua última etapa, onde acolhe um dialogo entre alma e memória, e também entre sensualidade e espiritualidade, onirismo e poesia. Com ampla projeção internacional, suas peças foram exibidas em várias cidades de diversos continentes e consta nos grandes centros de arte como o Museu Nacional Reina Sofía, o Centro Galego de Arte Contemporánea ou no Museu Contemporâneo de Madri, assim como em múltiplas coleções privadas e fundações.

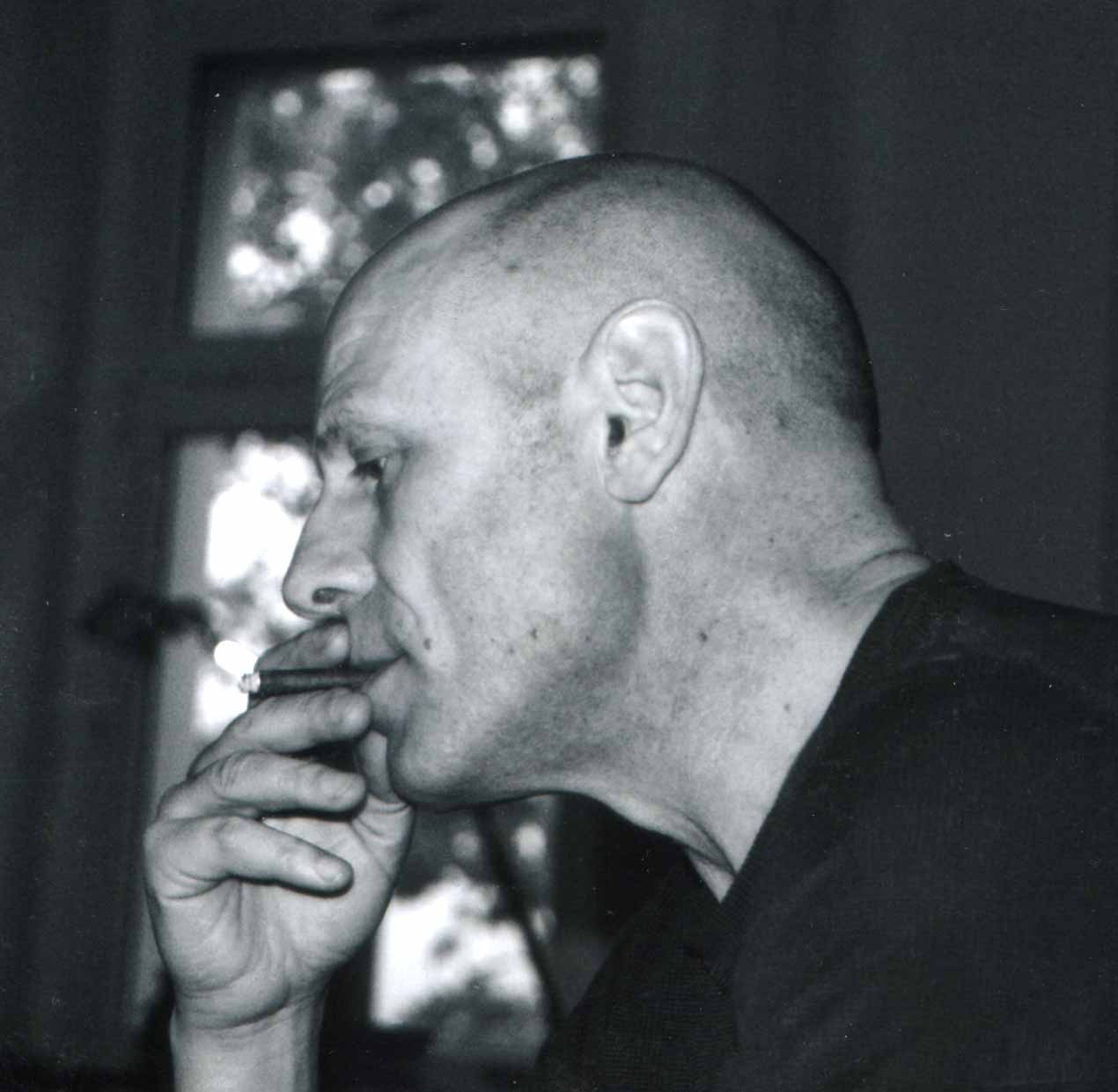
Lamazares em Berlim, 2005

## Biografia

### Os primeiro anos: pintura e poesia
(Galiza, 1954-1977)

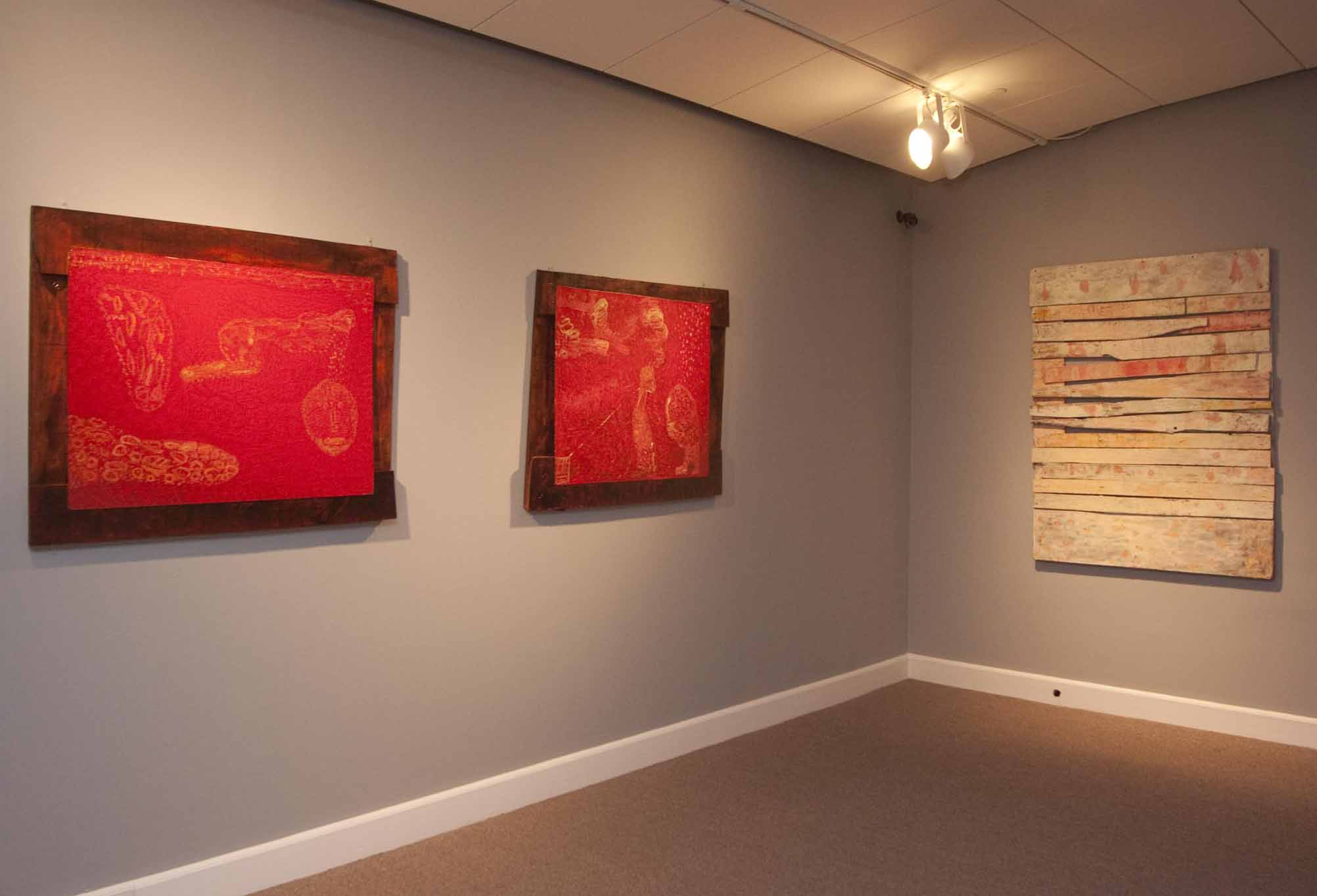
Peças das Séries Sueño e colorao y Titania e Brao

Lamazares nasceu em Maceira, aldeia de Lalín (Pontevedra, Galiza); o ambiente rural de sua infância deixa um profundo rastro em seu imaginário e processo criativo. Realiza grande parte de seus estudos internado em um convento franciscano de Herbón, entre os anos de 1963 e 1969; nesses anos se entrega a leitura fervente de textos literários, sobretudo dos clássicos greco-latinos. No final dos anos 60, começa a escrever poesias e inicia uma amizade com o escritos Álvaro Cunqueiro e também com os pintores Laxeiro e Manual Pesqueira, que se converterão em suas primeiras referências plásticas. Sua vocação criativa começa a seguir para a pintura, optando pela formação autodidática. Nesse sentido será crucial sua longa viagem de 1972 por diferentes países europeus para estudar diretamente a pintura dos mestres que admira: Van Gogh, Paul Klee, Rembrandt e Joan Miró, e os que se somarão Antoni Tàpies, Manuel Millares, Alberto Giacometti e Francis Bacon, assim como a arte oceânica e a medieval.
No seu retorno, permanece em Barcelona, onde trabalha como pedreiro e estuda os centros comerciais de arte, especialmente as coleções de arte romana do Museu Marés e do Museu Nacional de Arte da Catalunha. Depois viaja para Madri, onde se reencontra com seu mestre Laxeiro e onde conhece o poeta Carlos Oroza, cuja amizade será essencial para o pintor: o intercâmbio entre pintura e poesia será uma constante em toda a sua obra.
Em 1973, com apenas 19 anos, já começa a expor os seus quadros em exposições coletivas e individuais. Em 1975 ingressa na Infantaria da Marinha, em Ferrol. Em 27 de setembro do mesmo ano se sobressaia notícia dos últimos fuzilamentos do franquismo, depois do Processo de Burgos; um dos réus executados é o seu amigo Humberto Baena, pontevedrês de 25 anos. Lamazares se afunda em uma forte depressão e é internado na área de psiquiatria; durante esse tempo escreverá seus poemas Adibal.

### Do expressionismo eArte Poveraà pinturabifronte
(Madrid-Nova Iorque, 1978-1989)

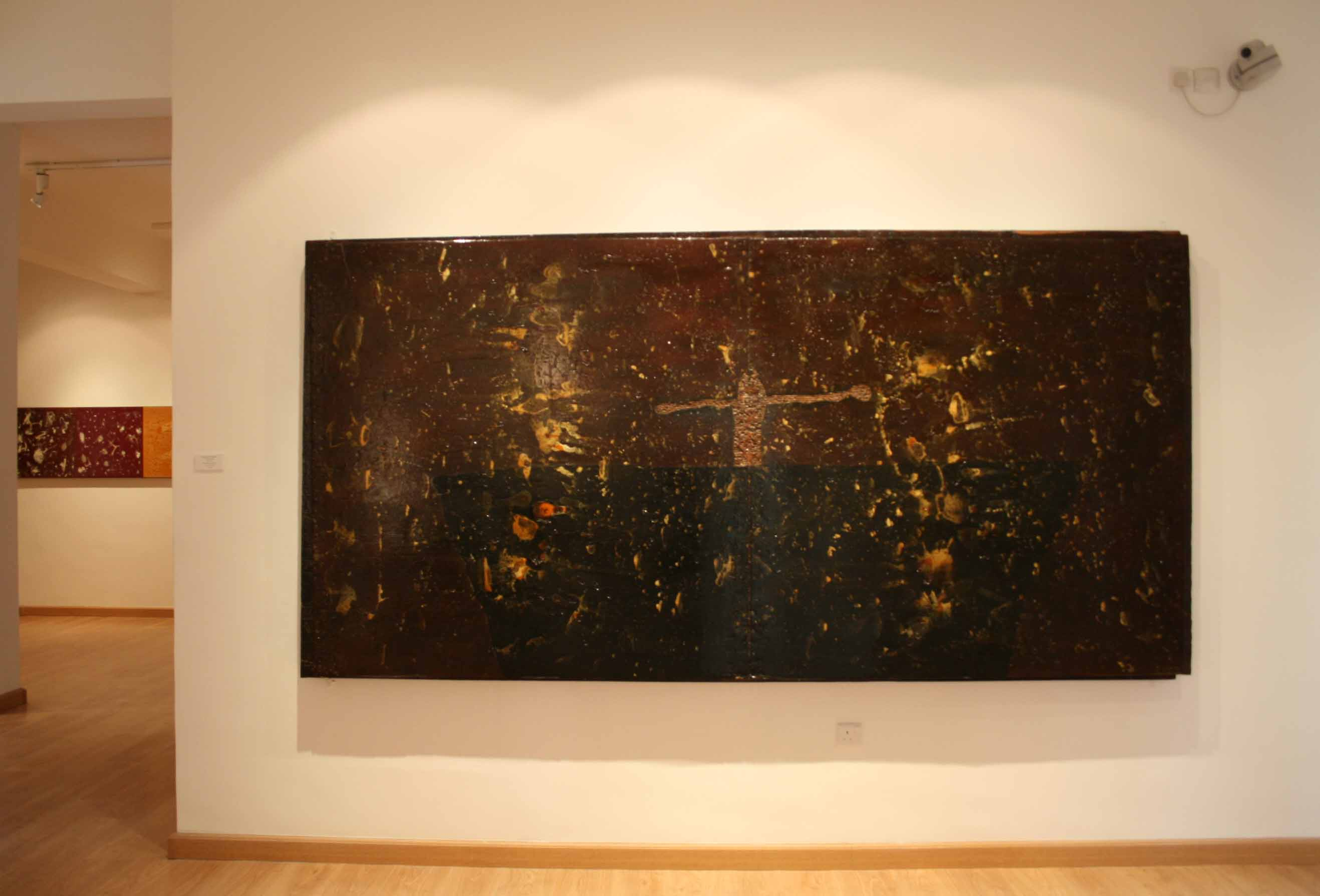
Mauro, de Gracias vagabundas, na Galeria Nacional da Jordânia

Em 1978 transfere sua residência a Madri, onde estrita sua amizade com o pintor Alfonso Fraile e também, com a galerista Juana Mordó, o critico de arte e poeta Santiago Amón e o neurologista Alberto Portera, figura aglutinadora de um amplo grupo de artistas — escritores, cineastas, músicos e pintores -  que se encontram no final de semana em sua propriedade em Mataborricos, onde Lamazares realiza uma exposição ao ar livre e 1979.
Os anos 80 são de intenso trabalho e também de grande projeção: Antes de cumprir 30 anos, a obra de Lamazares já havia conquistado um espaço próprio no panorama espanhol e também no exterior. Em seus quadros projeta figuras de ar lúdico e onírico, de linha expressionista, com um intenso cromatismo e uma poderosa originalidade. Expõe sua obra na galeria de Juana Mordó em Madri, na de Elisabeth Franck na Bélgica e na Sala Gaspar de Barcelona. Rapidamente se transfere para Nova York, onde permanece dois anos com uma beca Fulbright e sua pintura evolui a uma concepção mais depurada e material, que expõe na galeria nova-iorquina de Bruno Fachetti. Compartilha sua residência entre Nova York e Salamanca e em 1988 viaja para Ásia — para visitar o Templo de Dídimos, como homenagem ao Hiperião de Hölderlin — e Istambul, onde as igrejas bizantinas o impressionam. Sua imaginação se deixa transluzir em suas obras que apresenta na Galeria Miguel Marcos, elaboradas por justaposição de madeiras. Em 1990 prepara uma nova série de peças, concebidas para serem vistas por ambos os lados, que denomina bifrontes.

### A pintura escultórica e de grande formato
(Paris — Madrid, 1990-2003)

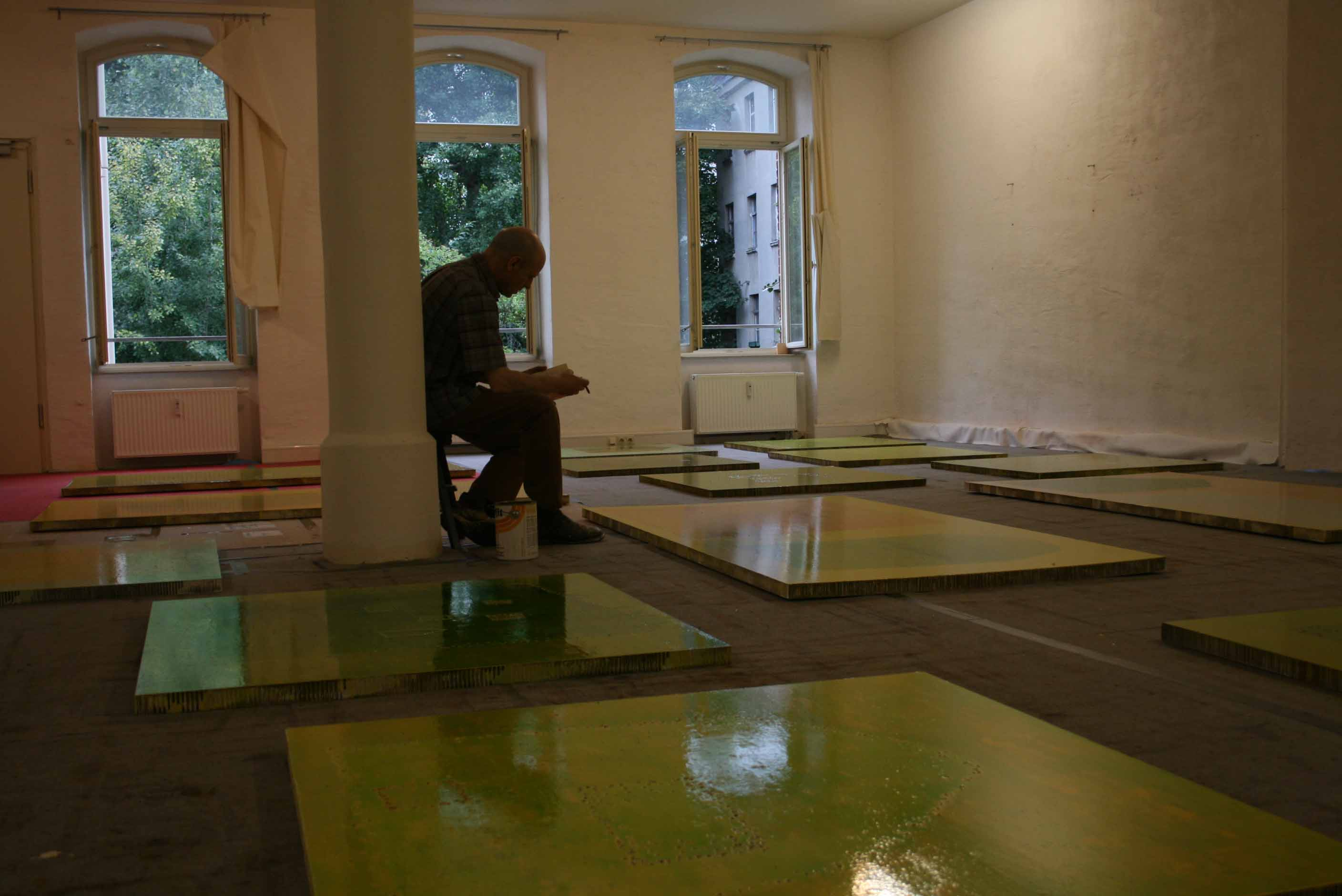
Antón Lamazares em seu ateliê

Se instala em Paris durante 1990 e 1991, com uma beca de La Cite dês Arts e em 1991, abre um grande ateliê em Madri, onde trabalha nas séries Gracias vagabundas e Desazón de vagabundos. Convidado pelo Centro Galego de Arte Contemporânea, de Maio a Novembro de 1996, permanece na Galiza e pinta a série Gracias do lugar: Eidos de Rosália, Eidos de Bama. De Junho a Novembro de 1997, em Santa Baia de Matalobos, pinta ao ar livre Bês de Santa Baia. Em 1998 pinta em Madri a série Titania e Brao, homenagem ao verão de Castilha e depois se dedica a Pol en Adelán.
Realiza também tarefas de artes gráficas, como as gravações que acompanham cinco textos de Gustavo Martín Garzo no livro do Artista El Canto de la Cabeza, ou as litografias que acompanham o Itinerário de Egéria, recebido com o louvável no Le Monde Diplomatique, que é nomeado livro do ano na França. Em 2001 realiza uma grande exposição na estação Marítima de A Corunha, com o título Un saco de pan duro.
Sua obra é selecionada para sua promoção internacional pelo programa de Arte Espanhol para o Exterior do Ministério de Assuntos Exteriores (SEACEX), junto com a de outros artistas espanhóis como Antonio Saura, Martín Chirino, Joan Hernández Pijuan, Millares, Pablo Serrano, Jorge Oteiza o Tàpies. Lamazares viaja a Florença e Assis, para aproximar-se de algumas peças de arte renascentista e também ao universo de São Francisco, ao que dedica sua nova série Follente Bemil.

### Da abstração ao minimalismo poético
(Berlim, desde 2004)

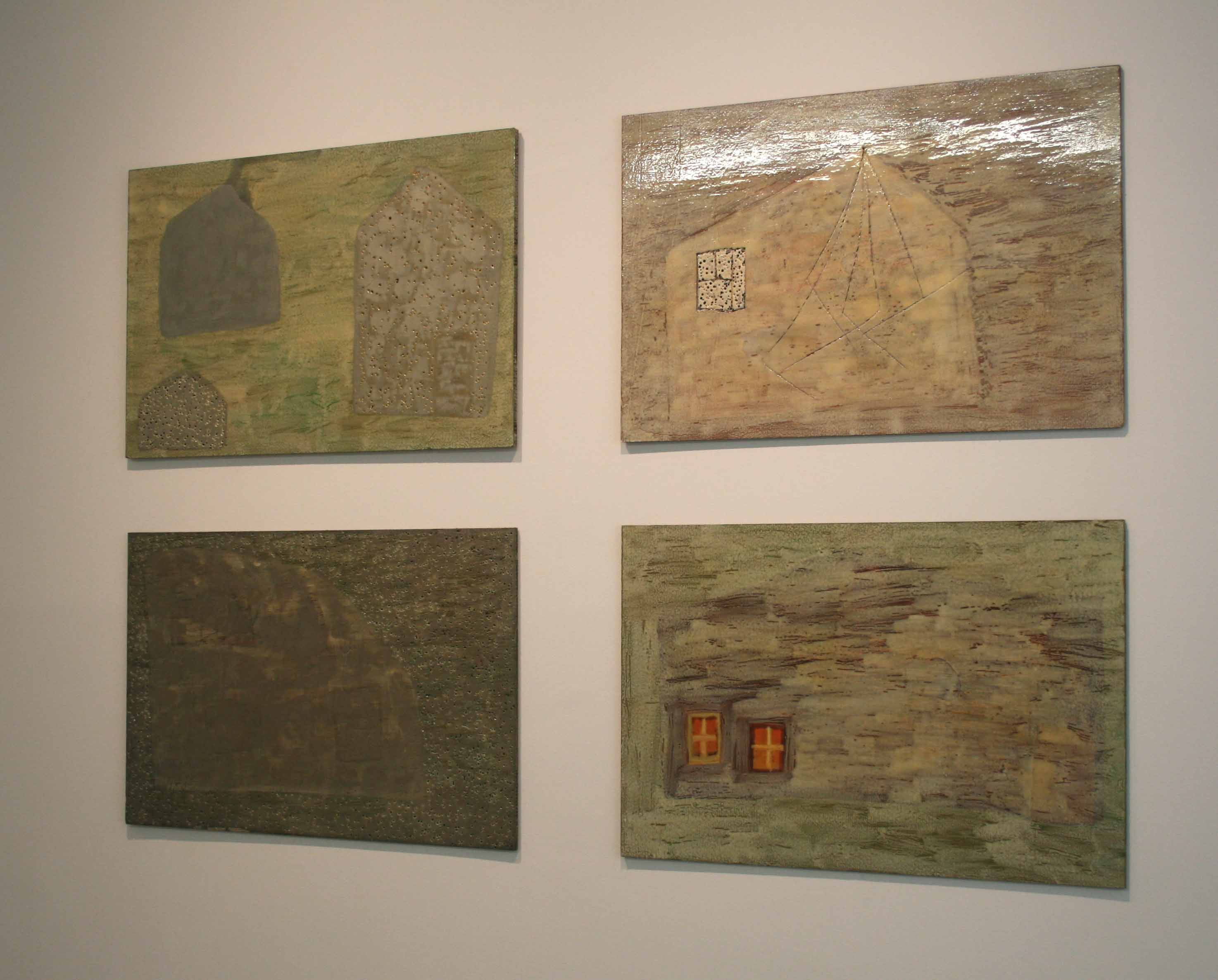
Exposição de Domus Omnia em Santiago de Compostela.

Transfere sua residência à Berlim, onde vive atualmente. Depois da morte de seu pai, começa a série E fai frio lume (Faz frio no fogo). Realiza grandes exposições na Eslovênia, e também na Hungria, no Museu (Igreja) Kiscelli de Budapeste.

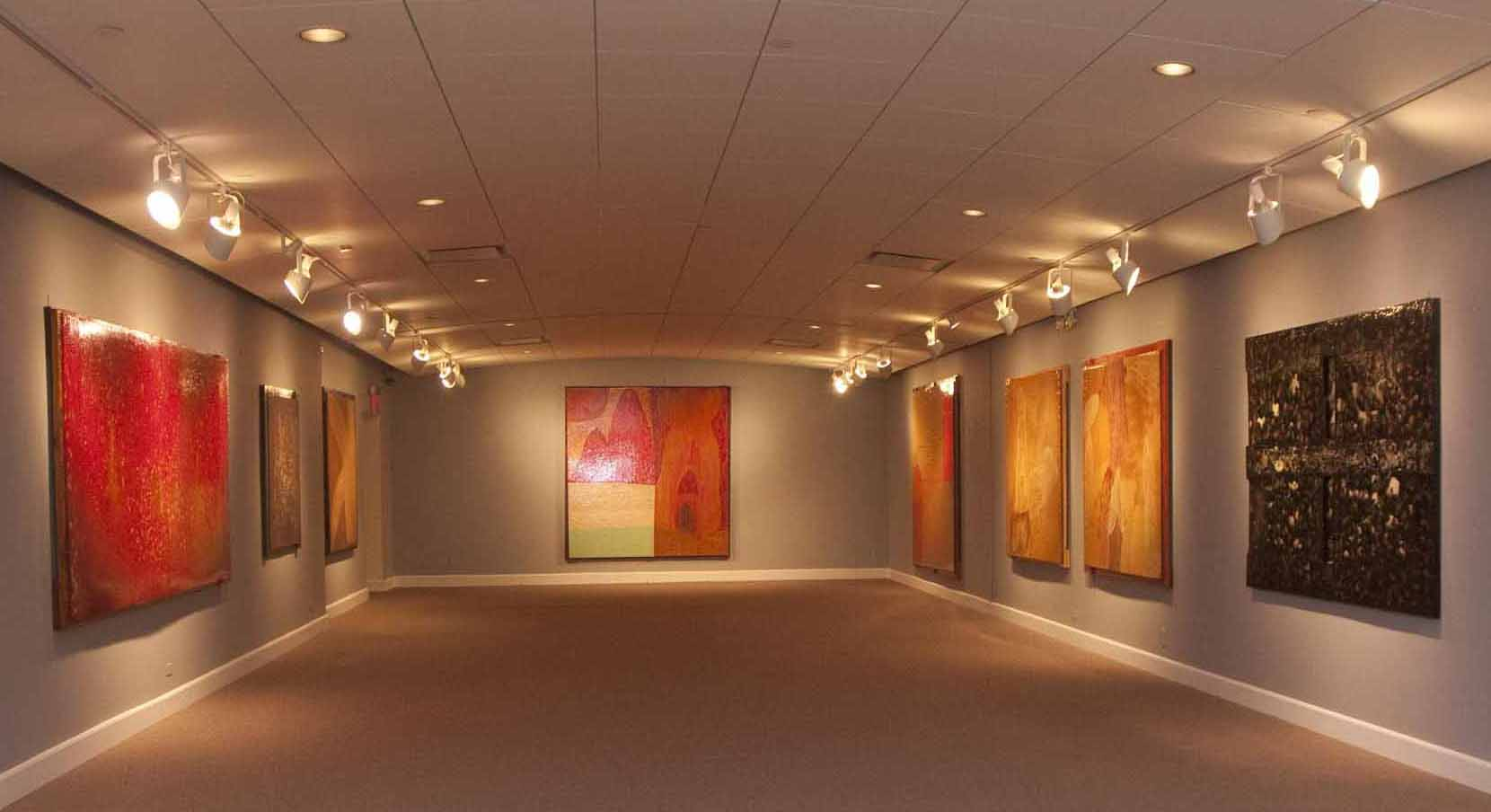
Exposição de Lamazares em New York, 2009

Se dedica depois a série Domus Omnia e colabora com suas gravações em outros livros de artistas, com poemas de Oroza: Deseo sin trámite, com uma serigrafia Um sentimento ingrávido recorre el ambiente, com cinco litografias.  Em 2008 expõe Horizonte sin dueño na Galeria Nacional da Jordânia (Ammán) e uma antologia de sua obra gráfica no Instituto Cervantes de Damasco (Síria), onde o poeta Taher Riyad o dedica seus poemas Cantos de Lamazares. Em 2009 expõe sua obra em Nova York –no Queen Sofia Spanish Institute– e também em Ourense (Espanha), no Centro Cultural da Deputación. Participa assim mesmo em uma exposição dedicada ao poeta Vicente Aleixandre e recebe o prêmio Laxeiro pela sua trajetória e projeção internacional. Em 2010 expõe sua obra na Igreja da Universidade, em Santiago de Compostela e também em Tui, cujo festival internacional de cinema –Play-Doc– se apresenta o longa-metragem Horizonte sin dueño, realizado pelos irmãos Nayra e Javier Sanz (Rinoceronte Films), um passeio pelo universo da pintura, da poesia e da natureza, através do olhar de Antón Lamazares.